# Сельское поселение «Село Совхоз Боровский»
Сельское поселение село Совхоз «Боровский» — муниципальное образование в составе Боровского района Калужской области России.
Центр — село Совхоз Боровский.
Глава сельского поселения - Череватенко Леонид Валентинович.

## Состав сельского поселения
| №  | Населённый пункт    | Тип населённого пункта       | Население |
| -- | ------------------- | ---------------------------- | --------- |
| 1  | Акулово             | деревня                      | ↗6        |
| 2  | Бавыкино            | деревня                      | ↘16       |
| 3  | Кабицыно            | деревня                      | ↗4193     |
| 4  | Кириллово           | деревня                      | ↗13       |
| 5  | Комлево             | деревня                      | ↗347      |
| 6  | Лапшинка            | деревня                      | ↗130      |
| 7  | Маланьино           | деревня                      | ↗9        |
| 8  | Мишково             | деревня                      | ↘62       |
| 9  | Николаевка          | деревня                      | ↗18       |
| 10 | Подсобное Хозяйство | деревня                      | ↗111      |
| 11 | Совхоз «Боровский»  | село, административный центр | ↗1126     |
| 12 | Сороковеть          | деревня                      | ↘18       |
| 13 | Тимашово            | деревня                      | ↘96       |
| 14 | Трубицыно           | деревня                      | ↘0        |
| 15 | Уваровское          | деревня                      | ↗105      |

## Население
| 2010  | 2012  | 2013  | 2014  | 2015  | 2016  | 2017  |
| ----- | ----- | ----- | ----- | ----- | ----- | ----- |
| 2477  | ↗2640 | ↗2834 | ↗3033 | ↗3243 | ↗3829 | ↗4515 |
| 2018  | 2019  | 2020  | 2021  |       |       |       |
| ↗5038 | ↗5588 | ↗5703 | ↗8692 |       |       |       |